# Johannes Mährlen

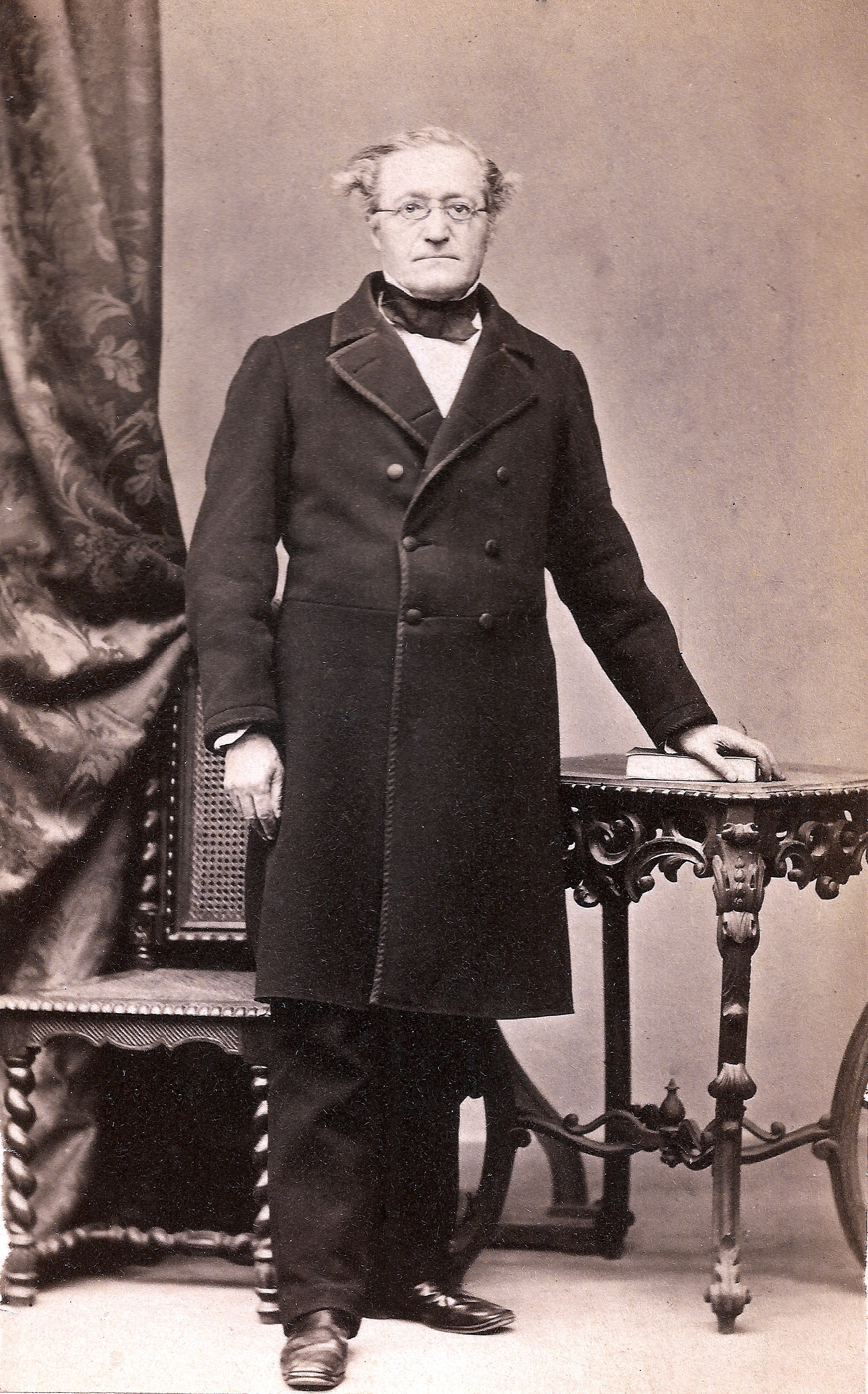
Johannes Mährlen um 1862, Fotografie von Carl Buchner

Johannes Mährlen (* 14. September 1803 in Ulm, Kurfürstentum Bayern; † 19. März 1871 in Stuttgart, Königreich Württemberg) war ein württembergischer Ökonom und Historiker.

## Leben und Wirken
Johannes Mährlen kam als ältester Sohn des Feldmessers und Baurats Johannes Mährlen sen. (1778–1828) aus Ulm und dessen Ehefrau Anna Katharina Mährlen, geb. Gerber (1779–1827), 1803 zur Welt.
1820 trat er in das Evangelisch-theologische Seminar des Stiftes Urach ein. 1822 wechselte er an das Evangelische Stift Tübingen. In dieser Zeit entstanden Freundschaften unter anderem mit Wilhelm Waiblinger, Friedrich Theodor Vischer und Eduard Mörike. Mährlen zählte zeitlebens zu den engsten Freunden Mörikes. Sie begleiteten sich bei ihren beruflichen Planungen gegenseitig in vielfacher Weise. Später war Mährlen lange eine große Hilfe für Mörike im finanziellen Bereich. 1827 trat Mährlen eine Stelle als Vikar in Zell unter Aichelberg an. Er ließ sich nach dem Tod der Mutter noch im selben Jahr beurlauben, um zunächst einige Wochen Philosophie bei Schelling in München zu studieren, und dann eine Stelle als Korrektor bei Cotta in Augsburg anzutreten. 1830 übersiedelte er nach Stuttgart und arbeitete als Journalist, unter anderem für den Hochwächter, die erste demokratische Zeitung Stuttgarts.
1831 wurde Mährlen in Tübingen zum Doktor der Philosophie promoviert. Er erhielt 1832 einen Lehrauftrag an der Gewerbeschule Stuttgart für die Fächer Religion, Sprache, Geographie und Geschichte. Hinzu kam ein Lehrauftrag für Sprache und Rhetorik am Königlichen Dramatischen Institut. Ab 1833 betreute er außerdem als Redakteur und Herausgeber die Bände 2–20 des insgesamt 25-bändigen Werkes Geschichte unserer Tage (erschienen im Verlag Schweizerbarth). 1838 wurde Mährlen als Professor an die Polytechnische Hochschule Stuttgart (Vorläufer der Universität Stuttgart) berufen. Ab 1841 lehrte er dort als erster in Württemberg das Fach Nationalökonomie.

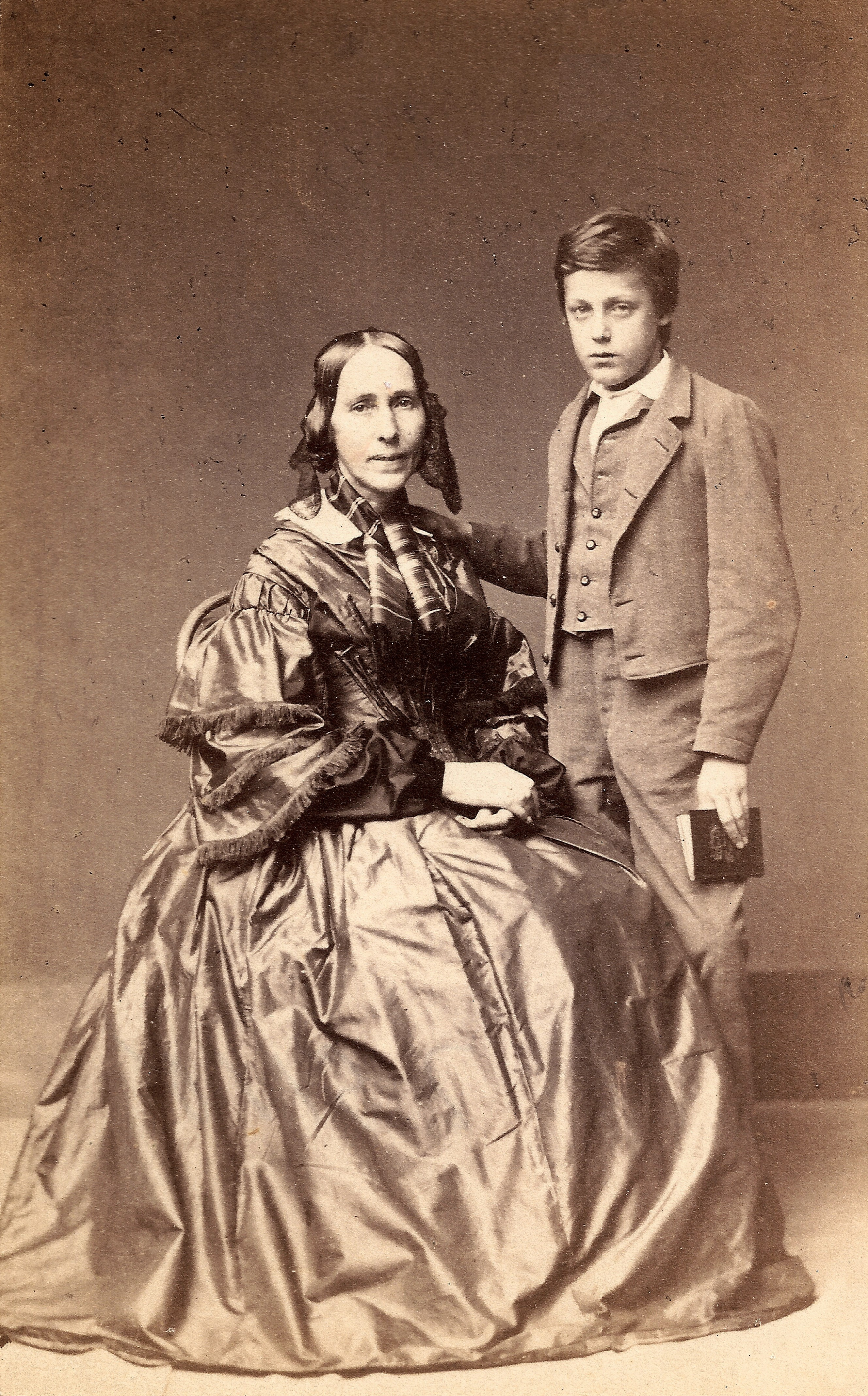
Elise Mährlen geborene Conradi mit einem ihrer Söhne, um 1862, Fotografie von Friedrich Brandseph

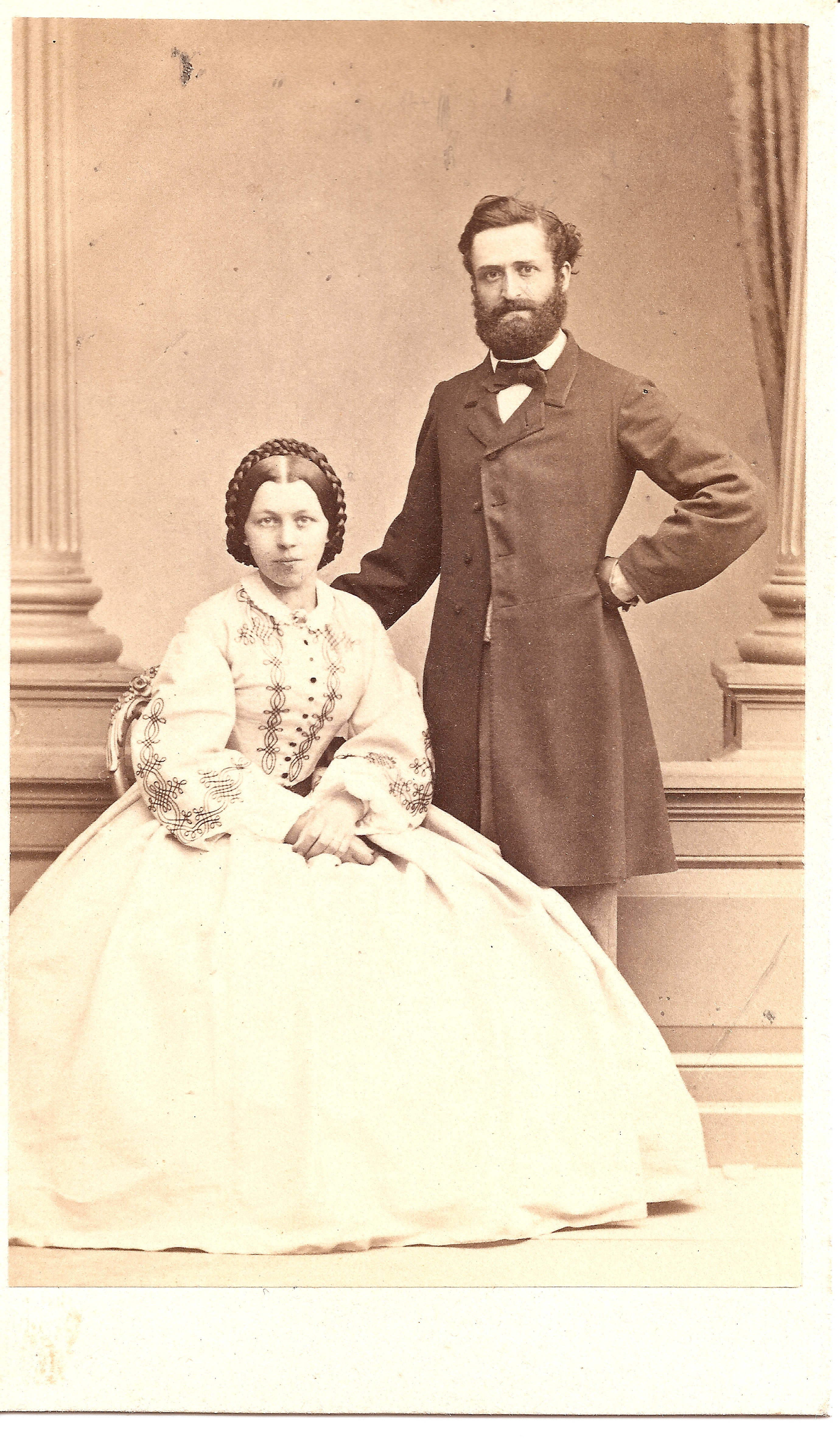
Der Sohn Herrmann Mährlen, Gutspächter auf dem Elfinger Hof, und seine Frau Marie, eine Schwester des Psychiaters Karl Stark, fotografiert um 1865 von Friedrich Brandseph

1839 heiratete Johannes Mährlen Elise Conradi (1816–1871), Tochter des Stuttgarter Kaufmanns Leopold Conradi (1776–1839), Inhaber der Feuerleinschen Farbengroßhandlung in Stuttgart, und seiner Gemahlin Luise Conradi, geb. Feuerlein (1780–1861). Der Bruder Luise Conradis, Willibald Feuerlein, war 1822 bis 1833 erster Oberbürgermeister Stuttgarts. Der Ehe Mährlens mit Elise entstammen die drei Kinder Hermann, Auguste und Ernst Johannes. 
1842 reiste Johannes Mährlen als Berater des württembergischen Königs Wilhelm I. in Fragen des Eisenbahnbaues nach England und Belgien. Im selben Jahr verfasste er eine Studie und publizierte sie als Buch mit dem Titel: Die Bedeutung der Eisenbahnen für den deutschen Zollverein, mit besonderer Rücksicht auf Württemberg. Mährlen setzte sich für die Trassenführung von Stuttgart über die Schwäbische Alb nach Ulm ein, die dann auch realisiert wurde. 1847 wurde er Bergbaudirektor in Schapbach und gab für diese Zeit seine Lehrtätigkeit in Stuttgart auf. Ab 1854 lehrte Johannes Mährlen erneut am Polytechnikum und übernahm dort 1855 den Lehrstuhl für Nationalökonomie und Gewerbestatistik. Im selben Jahr wurde er zum Geschäftsführenden Sekretär der neu gegründeten Stuttgarter Handels- und Gewerbekammer ernannt.
1860 trat Mährlen in das Statistisch-Topographische Institut ein, wurde Mitverfasser der Statistischen Jahrbücher und legte wesentliche Grundlagen zur einheitlichen Erhebung von Wirtschaftsdaten. In den folgenden Jahren veröffentlichte er eine Reihe von Schriften und Berichten zu wirtschaftlichen und sozialreformerischen Themen. 1866 war er Mitbegründer des Vereins für das Wohl der arbeitenden Klassen, heute: Bau- und Wohnungsverein Stuttgart. 1867 verlieh ihm der Württembergische König Karl I. das Ritterkreuz des Friedrichs-Ordens für seine besonderen Verdienste beim Aufbau der Universität Stuttgart.
1864 heiratete Hermann Mährlen, der älteste Sohn, in Daasdorf Marie Stark. Hermanns Schwester Auguste Mährlen heiratete 1866 Maries Bruder, den Psychiater Karl Stark. Am 2. Dezember 1870 fiel der jüngste Sohn Ernst Johannes Mährlen als Soldat der württembergischen Armee in der Schlacht bei Champigny.
Johannes Mährlen und seine Frau Elise Mährlen, geb. Conradi, fanden auf dem Stuttgarter Hoppenlaufriedhof ihre letzte Ruhestätte. Die Gattin starb sieben Monate nach ihrem Ehemann, am 22. Oktober 1871.